# Kunice (district de Blansko)
Pour les articles homonymes, voir Kunice.
Kunice (en allemand : Kunitz) est une commune du district de Blansko, dans la région de Moravie-du-Sud, en République tchèque. Sa population s'élevait à 180 habitants en 2020.

## Géographie
Kunice se trouve à 4 km au sud-ouest de Kunštát, à 18 km au nord-ouest de Blansko, à 33 km au nord-nord-ouest de Brno et à 162 km à l'est-sud-est de Prague.
La commune est limitée par Kunštát à l'ouest et au nord, par Drnovice à l'est et par Lhota u Lysic au sud.

## Histoire
La première mention écrite de la localité date de 1349.